# Grafmonument van de familie Wiegman-Dobbelmann
Het grafmonument van de familie Wiegman-Dobbelmann op de R.K. begraafplaats Buitenveldert in de Nederlandse stad Amsterdam is een rijksmonument.

## Achtergrond
Het grafmonument werd opgericht na het overlijden van Theresia Johanna Theodora Marie Dobbelmann (1866-1906), echtgenote van de bankier Petrus Paulus Wiegman (1855-1933). Diverse familieleden, waaronder politicus Carl Romme (1896-1980), getrouwd met Antonia Maria (Ton) Wiegman, werden in het graf bijgezet.

## Beschrijving
Het zandstenen monument met invloeden uit de jugendstil en Oriënt werd ontworpen door architect Eduard Cuypers, het beeldhouwwerk is van de hand van Emil Van den Bossche. Centraal in het grafmonument ligt een grote deksteen, waarop een verhoogd kruis is aangebracht, met vier bronzen hijsringen. Aan het hoofdeind staat op een voetstuk een beeld van de heilige Theresia. Zij staat voor een hoger opgaand deel in de vorm van een Keltisch kruis, met achter haar hoofd een stralenkrans. Aan weerszijden is op bronzen plaquettes een rouwstoet te zien van engelen, kinderen, martelaren en heiligen. Aan de buitenzijden van de opstand zijn twee grote bronzen lantaarns geplaatst.
Het monument wordt omheind door een laag muurtje met aan de voorzijde aan beide kanten een hoekpilaster. Aansluitend is aan de voorzijde een kort bronzen hekwerk geplaatst, dat in het midden open is. Aan de voet van de opstand en op de omheining zijn de namen aangebracht van de familieleden die werden bijgezet.

## Waardering
Het grafmonument werd in 2005 in het Monumentenregister opgenomen vanwege het "algemeen belang vanwege de architectuur- en funerairhistorische waarde, als ontwerp van architect Ed. Cuypers (1859-1927), dat werd uitgevoerd in samenwerking met Pierre Elysée van den Bossche (1849-1921). Het grafmonument neemt een prominente plaats in binnen het oeuvre van de architect Cuypers. Het grafmonument is een gaaf voorbeeld van een goede harmonie tussen architectuur en beeldhouwkunst, die onder meer kenmerkend is voor de ontwerpen van de architect uit deze periode.".